# Wareika
Wareika ist eine Band aus Hamburg, die 2008 gegründet wurde, nachdem Florian Schirmacher ein Konzert der Havana Boys (Henrik Raabe und Jakob Seidensticker) besuchte und die drei Musiker sich zu einer Jam-Session trafen.

## Geschichte
Die Bandmitglieder Raabe und Seidensticker (Havana Boys), die bereits während ihrer Schulzeit zusammen Musik machten, trafen 2008 auf Florian Schirmacher. „Auf einer Party im alten Mojo-Club lernten wir dann Florian kennen, die Energie passte!“ Schirmacher arbeitete bereits mit Guido Schneider zusammen am Projekt Glowing Glisses, die es zu einer Reihe von Veröffentlichungen inklusive des Albums Silver Surfer brachten; das Projekt Federleicht produziert er mit Marc Bammann.
In den Jahren 2008 bis 2013 veröffentlichte die Band vier Alben sowie mehrere Singles und EPs.

## Diskografie

### Alben
- 2010: Harmonie Park
- 2010: Formation (Tartelet)
- 2011: Rumba Swing Remixes
- 2013: Wternal (Visionquest)

### Singles und EPs
- 2008: Men Village
- 2008: Riders on the Storm
- 2008: Seamless (12" EP)
- 2008: Belonging (12")
- 2008: Impulse (12")
- 2009: King's Child
- 2009: Matthias Meyer / Wareika - Infinity / Smiles
- 2009: Ascending/Descending / Baracuda (12")
- 2009: Mr Raoul K Featuring Wareika – Le Triangle Peul (12")
- 2011: Satyr / Wareika - Roadrunner / Rumba Swing
- 2011: Circus Company (EP)
- 2011: La Paloma (12")
- 2012: Burnin (12")
- 2012: Amber Vision (12")
- 2013: All Little Things (12")
- 2013: Wareika Feat. Derek Kamm - Madame Scorpion (12")

### Kompilationen
- 2011: Per Aspera Ad Astra